# فيلاكا
فيلاكا (بالإنجليزية: Viļaka)‏ هي معلم جغرافي تقع في لاتفيا في Balvi District.[بحاجة لمصدر]